# Instruments de musique kazakhs
 (décembre 2018).
Si vous disposez d'ouvrages ou d'articles de référence ou si vous connaissez des sites web de qualité traitant du thème abordé ici, merci de compléter l'article en donnant les références utiles à sa vérifiabilité et en les liant à la section « Notes et références ».
Les instruments de musique kazakhs sont une catégorie d'instruments traditionnellement fabriqués par les Kazakhs, créés dans le but de faire de la musique ou pour produire des sons non musicaux. Certains ont été conçus dans un but pratique (chasse, lancement de signal), avec des visées religieuses (cas des bakhshî et des chamans), ou dans une recherche esthétique, de divertissement et d'expression des sentiments.
On attribue à certains d'entre eux des propriétés magiques ; par exemple, le kobyz, ancêtre de nombreux instruments à cordes frottées, qui était souvent décoré de plumes de chouette et de tessons de miroir. Un autre instrument de musique, le dabyl (ru),  était utilisé dans un but militaire et servait à envoyer différents signaux.
Les instruments de musique kazakhs pouvaient être utilisés indifféremment par les hommes comme les femmes. Le plus répandu des instruments était la dombra, et est encore utilisé de nos jours. Comme le kobyz avait une acception magique, cet instrument n'était pas accessible à tous. Un des autres instruments kazakhs les plus connus est le jetygen. Ces instruments ont été inventés il y a plus de 4 000 ans, et des traces archéologiques de leur présence remontant au néolithique ont été trouvées.

## Liste d'instruments
- Cherter (ru)
- Asatayak
- Daouylpaz (ru)
- Dombra
- Jetygen
- Jelbouaz, une sorte de cornemuse
- Kylkobyz (kk)
- Shankobyz
- Konyrau, une sorte de cloche.
- Sybyzgy, un type de flûte traversière

La technique vocale du khöömei, chant diphonique utilisant la gorge et la cloison nasale pour émettre une harmonique plus élevée, est originaire de l'Altaï et commune aux cultures turco-mongoles gravitant autour de ce mont.

## Galerie
| Timbre représentant un instrument à cordes          |
| Timbre de la poste kazakhe représentant une dombra. |

| instrument à cordes fixées sur une planche de bois    |
| Jetigen au musée des instruments de musique à Almaty. |

| Timbre représentant un instrument à cordes doté de deux bols creux de chaque côté des cordes |
| Timbre de la poste kazakhe représentant un kobyz.                                            |

| Maxat Medeubek de l'ensemble Turan au kobyz |
| joueur de kobyz                             |